# Liojoppa minor
Liojoppa minor är en stekelart som beskrevs av Heinrich 1967. Liojoppa minor ingår i släktet Liojoppa och familjen brokparasitsteklar. Inga underarter finns listade i Catalogue of Life.